# Słup w Kalu
Słup w Kalu – prostopadłościenny, trzymetrowej wysokości i ponad metrowej szerokości słup z cegły zlokalizowany na cmentarzu w miejscowości Kal w gminie Węgorzewo na Mazurach.
Pochodzenie słupa nie jest do końca ustalone. Badacze niemieccy wysnuwali w tym zakresie różne hipotezy. Słup miałby upamiętniać stracenie wyjątkowo groźnych przestępców, szczególnie silny przybór wód, jak również mógł być pozostałością katolickiej kapliczki. Zachowane w jednej z wnęk napisy niemieckie wiążą obiekt z legendami mazurskimi. W Dniu Świętych Młodzianków 28 grudnia 1564 dwie pary młodych ludzi (Paweł, Benedykt, Gertruda i Róża) miały udać się do pobliskiego drewnianego domku i tam oddawać się rozpuście. Przeszkodził im w tym diabeł, który skręcił karki wszystkim uczestnikom orgii. Jest to zgodne z lokalnymi przekazami ludowymi, choć ówcześni kronikarze mazurscy podawali w wątpliwość, by czyn ten był autorstwa szatana, gdyż raczej to Niebiosa winny ukarać rozpustników. By upamiętnić te wydarzenia miejscowa ludność wzniosła słup z tablicami w trzech językach (polskim, łacińskim i niemieckim) przestrzegającymi przed niemoralnym życiem. W początku XX wieku napisy polskie i łacińskie zostały zatynkowane. W latach 90. XX wieku słup był zaniedbany i w złym stanie technicznym. Obecnie tablice (w tym czwarta - w języku litewskim) i słup są odnowione.

## Napisy na słupie
Na słupie znajdują się tablice z napisami w czterech językach (łacińskim, polskim niemieckim i litewskim), opowiadające o w.w. historii o czterech kochankach, będące przestrogą przed rozpustnym życiem.
Treść napisu polskiego jako jedyna jest napisana wierszem.
| Tekst łaciński | Tekst polski | Tekst niemiecki | Tekst Litewski |
| --- | --- | --- | --- |
| Bis duo luce sacra, Veneris quae iunxerat ardor, Hic Mulciber notavit orco corpora. Laude pudicitiae spoliata abustaque fumo Post tres dies protraxit hinc vicinia. Nec quis credat adhuc tacitam consumere flammam In abdito legi Dei contrarios. Quod sit casta Deo mens, caste hinc disce viator, Poena vagae montius hac libidinis. | W świąteczny dzień dwie pary gorącą miłością złączone tu zostały ogniem Wulkana naznaczone. Ciała spalone oraz odarte ze wstydu chlubnego sąsiedzi odkryli na trzeci dzień dopiero. I któż by nie uwierzył, że cichy ogień strawił kości tych, co praw boskich nie słuchają w skrytości. Stąd nauka wypływa dla ciebie, przechodniu, pobożna, że to kara, bo bez Boga kochać nie można. | Hier traf des Blitzstrahls Feuer einst zwei Paare, die Heiligen Tages entflammt unkeuscher Liebe Glut. In Schanden wurden sie der Flammen Opfer. Drei Tage drauf fand sie die Nachbarschaft. Kaum glaublich klingt's, es brannten noch die Leiber der heimlicher Verächter Gottes Satzung. Rein sei dein Herz! Das merke Wanderer, gewarnt durch die Bestrafung wilder Lust. | Šventadienį dvi poras, nuodėminglausios aistros pagautas, Nelabasis čia pasirinko sau grobiu, nešamu pragaran Begėdystę, paskendusią dūmuose, Po trijų dienų aptiko kaimynai. Jei kas netiki, lai ir jį ugnis tykiai išdegina, Kas slapčia Dievo įsakymo neklauso ir jam prieštarauja, To mintis Viešpats tepagydo. O keleivį, tebūnie tau pamoka, Kaip baudžiama už nuodėmingą truštybe! |